# Busa Gyula
Vitéz Busa Gyula (1891. február 18. – 1917. május 13.) az Osztrák–Magyar Monarchia öt légi győzelmet elérő ászpilótája volt az első világháborúban.

## Élete
Busa Gyula 1891. február 18-án született Letenyén. A család később Budapestre, a VI. kerületbe költözött. Az elemi iskola elvégzése után cipésznek tanult. 1914-ben a világháború kitörése után behívták a hadseregbe. Alapkiképzése után II. osztályú fegyvermesteri minősítést szerzett. 1915 őszén tizedessé léptették elő, majd pilótatanfolyamra küldték az orosz fronton, Brodiban állomásozó 14. repülőszázadhoz. Már decemberben megkapta igazolványát és 1916. januárjára kiérdemelte a 12 ellenséges terület fölötti bevetés teljesítését jelző tábori pilótai jelvényt. Feljebbvalói jellemzése szerint Busa kiváló és bátor pilóta volt. A században elsősorban felderítői és tüzérségi tűzirányzói feladatokat kapott. 1916. január 18-án tűzirányítói bevetés közben Aviatik B.II gépét légvédelmi találat érte, de Busának ha nehezen is, de sikerült honi repülőtéren leszállnia. Május 1-én előléptették szakaszvezetővé. Június 4-én ismét légvédelmi gránát találta el a gépét, de így is 40 km-t tett meg ellenséges terület fölött.
1916. június 23-án kétüléses Lloyd C.II gépével a rudnói vasútállomást bombázta, amikor több orosz repülő támadt rájuk. Busának sikerült közülük két ismeretlen típusú kétfedelűt földre kényszeríteni, így megszerezte első légi győzelmeit. Augusztus 18-án Hansa-Brandenburg C.I típusú felderítőgépét egy osztrák-magyar felségjelű repülő támadta meg (feltehetően az oroszok által zsákmányolt gép), de nem bírtak egymással.
1916. október 21-én előléptették őrmesterré. November 23-án ismét egy Hansa-Brandenburg C.I-gyel indult felderíteni, amikor három orosz Farman támadt rá, de Busának és Johann Popelak megfigyelőnek mindhármat sikerült lelőnie.
1917 elején áthelyezték az olasz frontra az akkor létrehozott I. repülőezredhez. Május 13-án egy nagyobb köteléket vezetett a Monte Corada környékén, amikor SPAD S.7-es vadászokban az olasz légierő két kiváló pilótája, Francesco Baracca (összesen 34 légi győzelem) és Fulco Ruffo di Calabria (20 győzelem) támadt rájuk. A két olasz repülő szemből lőtte ki Busa Gyula gépét, aki helyben meghalt, míg megfigyelője, Hermann Gössler ejtőernyő nélkül kiugrott a zuhanó gépből. 1929. június 16-án post mortem felvették a Vitézi Rendbe.

## Kitüntetései
- Arany Vitézségi Érem
- Ezüst Vitézségi Érem I. osztály (kétszer)
- Ezüst Vitézségi Érem II. osztály
- Károly-csapatkereszt

## Győzelmei
| Sorszám | Dátum             | Egység           | Repülőgép             | Ellenség |
| ------- | ----------------- | ---------------- | --------------------- | -------- |
| 1       | 1916 június 23.   | 14. repülőszázad | Lloyd C.II            | Biplane  |
| 2       | 1916 június 23.   | 14. repülőszázad | Lloyd C.II            | Biplane  |
| 3       | 1916 november 23. | 14. repülőszázad | Hansa-Brandenburg C.I | EA       |
| 4       | 1916 november 23. | 14. repülőszázad | Hansa-Brandenburg C.I | EA       |
| 5       | 1916 november 23. | 14. repülőszázad | Hansa-Brandenburg C.I | EA       |